# Samsung Galaxy S20
Samsung Galaxy S20 je řada chytrých telefonů vyvinutých společností Samsung Electronics. Byly představeny 11. února 2020 na akci Unpacked. Jedná se o nástupce řady Galaxy S10. Prodej začal 13. března 2020. 

## Novinky
Mezi novinky řady Galaxy S20 patří nové fotoaparáty. Hlavní fotoaparát u S20 a S20+ má rozlišení 12 MPx, u S20 Ultra 5G má rozlišení 108 MPx. Teleobjektivy u S20 a S20+ mají rozlišení 64 MPx, u S20 Ultra 5G 48 MPx. S20+ a S20 Ultra 5G mají navíc ToF fotoaparát. Nově umí telefony z řady S20 natáčet videa v rozlišení 8K. Došlo i k navýšení výkonu. Displeje mají obnovovací frekvenci až 120 Hz. Přibyla i podpora pro sítě 5G.

## Verze
Řada Samsung Galaxy S20 zahrnuje tři verze:
- Samsung Galaxy S20
- Samsung Galaxy S20+
- Samsung Galaxy S20 Ultra 5G